# Sarbin
Sarbin (462 m n.p.m.) – wzniesienie w południowo-zachodniej Polsce, w Górach Suchych, w Sudetach Środkowych.
Wzniesienie nad doliną rzeki Ścinawka na południowy zachód od wsi Błogocice.